# Petra Majdič
Petra Majdič, född 22 december, 1979 i Ljubljana är en slovensk före detta längdskidåkerska som avslutade sin karriär som världselitåkare den 20 mars 2011. Hennes främsta meriter har kommit i sprintåkning. Hon vann sin första världscuptävling den 1 februari 2001 i Asiago, Italien. I OS 2010 skadade hon sig under uppvärmningen till sprinten då hon åkte ner för ett stup vid sidan av banan. Hon skadade sig allvarligt under fallet men valde trots det att starta. I finalen lyckades hon bragdartat att ta en bronsmedalj. Efter loppet fick hon bäras ut från målområdet. En läkarundersökning visade att hon brutit fyra revben.
Hennes sista tävling som världselitåkare var jaktstarten i Falun den 20 mars 2011. Då åkte hon med en dräkt där det stod "Goodbye, I love you" på. Konkurrenten Justyna Kowalczyk hade vid samma tävling skrivit texten "Goodbye Petra" med versaler på sitt pannband för att hedra Majdič. Vid samma tillfälle lade också storstjärnor som Vincent Vittoz och Arianna Follis av. 

## Världscupsegrar
| Säsong                    | Datum            | Ort           | Lopp                                  |
| ------------------------- | ---------------- | ------------- | ------------------------------------- |
| 2005/06                   | 6 mars 2006      | Drammen       | Individuell sprint 1 km klassiskt     |
| 2006/07                   | 25 november 2006 | Kuusamo       | Individuell sprint 1,2 km klassiskt   |
| 2006/07                   | 3 januari 2007   | Oberstdorf    | 10 km klassiskt individuellt 1        |
| 2006/07                   | 21 mars 2007     | Stockholm     | Individuell sprint 1 km klassiskt     |
| 2007/08                   | 1 december 2007  | Kuusamo       | Individuell sprint 1,2 km klassiskt   |
| 2007/08                   | 23 januari 2008  | Canmore       | Individuell sprint 1,2 km klassiskt   |
| 2007/08                   | 10 februari 2008 | Otepää        | Individuell sprint 1,2 km klassiskt   |
| 2008/09                   | 29 november 2008 | Kuusamo       | Individuell sprint 1,2 km klassiskt   |
| 2008/09                   | 14 december 2008 | Davos         | Individuell sprint 1,4 km fristil     |
| 2008/09                   | 20 december 2008 | Düsseldorf    | Individuell sprint 0,8 km fristil     |
| 2008/09                   | 25 januari 2009  | Otepää        | Individuell sprint 1,2 km klassiskt   |
| 2008/09                   | 13 februari 2009 | Valdidentro   | Individuell sprint 1,4 km fristil     |
| 2008/09                   | 7 mars 2009      | Lahtis        | Individuell sprint 1,2 km fristil     |
| 2008/09                   | 12 mars 2009     | Trondheim     | Individuell sprint 1,4 km klassiskt   |
| 2008/09                   | 14 mars 2009     | Trondheim     | Individuellt 30 km klassiskt          |
| 2008/09                   | 18 mars 2009     | Stockholm     | Individuell sprint 1 km klassiskt 2   |
| 2009/10                   | 13 december 2009 | Davos         | Individuell sprint 1 km fristil       |
| 2009/10                   | 1 januari 2010   | Oberhof       | Individuell prolog 2,8 km fristil 1   |
| 2009/10                   | 3 januari 2010   | Oberhof       | Individuell sprint 1,6 km klassiskt 1 |
| 2009/10                   | 9 januari 2010   | Val di Fiemme | 10 km klassiskt Individuellt 1        |
| 2010/11                   | 2 januari 2011   | Oberstdorf    | Individuell sprint 1,2 km klassiskt1  |
| 2010/11                   | 5 januari 2011   | Toblach       | Individuell sprint 1,3 km fristil 1   |
| 2010/11                   | 23 januari 2011  | Otepää        | Individuell sprint 1,2 km klassiskt   |
| 2010/11                   | 16 mars 2011     | Stockholm     | Individuell sprint klassiskt          |
| Antal världscupsegrar: 24 |                  |               |                                       |

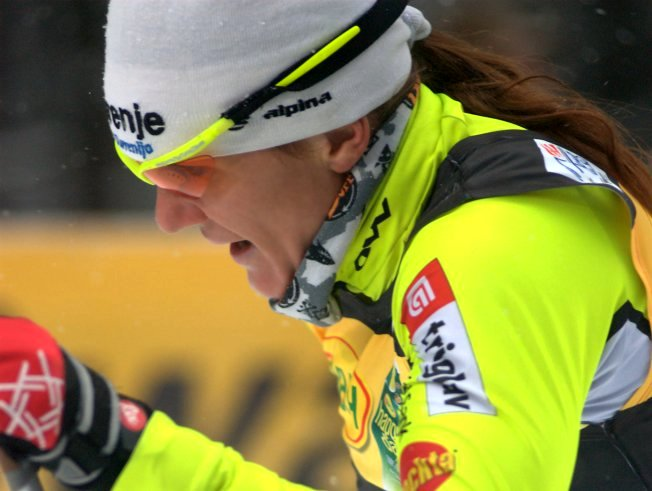

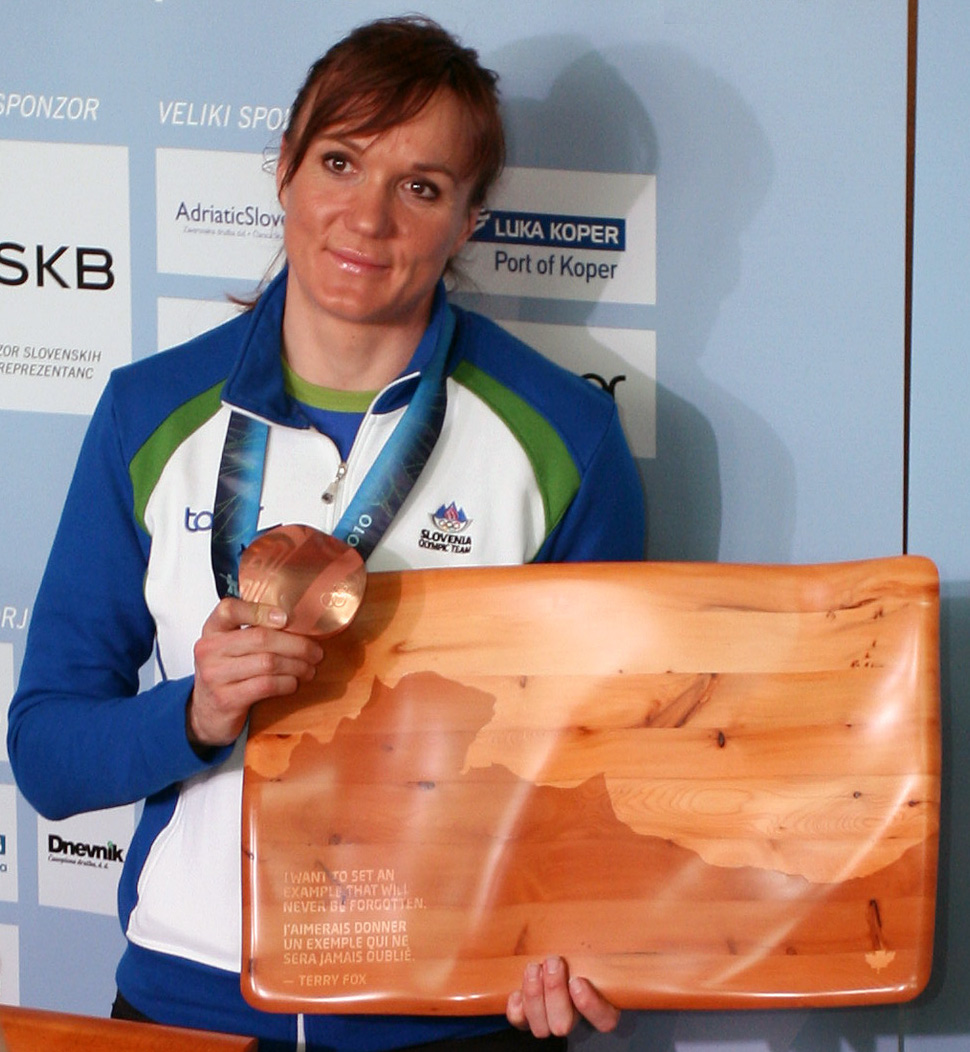
Majdič med OS-bronset

1 Vinst i deltävling i Tour de Ski
2 Vinst i deltävling i Världscupfinalen